# Miesesova hra
Miesesova hra (ECO A00) je nepravidelné šachové zahájení zavřených her. Charakterizuje ho tah
1. d3
Na mezinárodní úrovni se objevuje vzácně, neboť tah 1. d3 je málo aktivní. Mnohdy může přecházet do jiných her.

## Historie
Poprvé se hrálo v partii Moheschunder Bonnerjee - John Cochrane, Kalkata 1851. Jacques Mieses (1865-1954) byl mistr, po kterém nese název. Zahájení také propagoval R. Torres z Venezuely a vydal o něm v roce 1978 knihu. Někdy se proto zahájení nazývá i venezuelské zahájení. V roce 1997 ho zvolil Garri Kasparov v zápase se superpočítačem Deep Blue a to s cílem, aby počítač vykolejil z knihovny zahájení. Partie skončila remízou.

## Varianty
1. d3
- 1... c5
  - 2. c4 - Anglická hra
  - 2. e4 - Sicilská hra
  - 2. Jf3 - Rétiho hra
- 1... Jf6
  - 2. e4 e5 - 1. e4 e5 2. d3 Jf6
  - 2. Jf3 Rétiho hra
- 1...e5 2. Jf3 Jc6
  - 3. g3 d5 bílý hraje Pircovu obranu obrácenými barvami s tempem navíc, vzniká i ze systému 1. g3
  - 3. c4 - Anglická hra
- 1... d5
  - 2. f4 - Birdova hra
  - 2. Jf3 - Rétiho hra
  - 2. e4 - může vzniknout i ze Skandinávské obrany po 1. e4 d5 2. d3?!
    - 2... c6 - Caro-Kann
    - 2... dxe4 3. dxe4 Dxd1+ 4. Kxd1 s vyrovnanou koncovkou